# João Apocauco
João Apocauco (em grego: Ἱωάννης Ἀπόκαυκος; ca. 1155 - 1233) foi um teólogo e clérigo bizantino. Tendo estudado em Constantinopla, tornou-se bispo de Naupacto e desempenhou um papel importante na rivalidade entre a Igreja Epirota e o Patriarcado Ecumênico, sendo exilado no Império de Niceia.

## Biografia
João Apocauco nasceu em ca. 1155. Estudou na capital bizantina, Constantinopla, onde foi um colega de Manuel Saranteno, mais tarde patriarca de Constantinopla. Nomeado como diácono, serviu sob seu tio, Constantino Manasses, bispo metropolitano de Naupacto, na Grécia. Por 1186, retornou para Constantinopla, onde serviu como um notário no patriarcado, um posto no qual é novamente atestado em 1193. Em 1199 ou 1200, foi nomeado como metropolita de Naupacto, um posto que continuou a manter até 1232, quando retirou-se para um mosteiro em Cozíle, próximo de Arta, onde morreu no ano seguinte.
Durante seu mandato, ele inicialmente entrou em conflito com o governante local Constantino Comneno Ducas, o irmão mais jovem do governante do Despotado do Epiro, Teodoro Comneno Ducas (r. 1216–1230). Apocauco protestou o governo autoritário de Constantino e a exigência de tributos extorsivos à população. O conflito levou à deposição forçada e exílio de Apocauco em 1220, sendo resolvido apenas em maio de 1221, após um sínodo incluindo representantes de sés seniores na Grécia e domínios epirotas. Na verdade, as relações entre Constantino e Apocauco tornaram-se cordiais depois, e o bispo até mesmo compôs um encômio em sua honra.
Durante o mesmo período, Apocauco também emergiu, junto de Demétrio Comateno e Jorge Vardanes, como um dos principais apoiantes da independência política e eclesiástica epirota do Império de Niceia, quando o exilado patriarca de Constantinopla residiu após a cidade cair para os cruzados. Este conflito inclusive levou a um cisma entre a Igreja Epirota e o Patriarcado.

## Escritos
Um considerável corpo de correspondências e documentos de Apocauco sobreviveram. De acordo com Ruth Macrides, "[suas] cartas e decisões, como aquelas de Comateno, são de importância central para a história social e legal do período. Seus escritos, que mostram-o ser menos conhecido no direito e menos exigente na sua aplicação que seu colega, são notáveis por seus retratos claros e bem-humorado da vida diária e cultura popular".